# Лудвиг Гюнтер II (Шварцбург-Рудолщат)
Лудвиг Гюнтер II (IV) фон Шварцбург-Рудолщат (на немски: Ludwig Günther II (IV) zu Schwarzburg-Rudolstadt; * 22 октомври 1708, Рудолщат; † 29 август 1790, Рудолщат) от фамилията на Шварцбургите. е княз на Шварцбург-Рудолщат (1767 – 1790).

## Биография
Той е най-малкият син на княз Лудвиг Фридрих I фон Шварцбург-Рудолщат (1667 – 1718) и съпругата му принцеса Анна София фон Саксония-Гота-Алтенбург (1670 – 1728), дъщеря на херцог Фридрих I фон Саксония-Гота-Алтенбург и Магдалена Сибила фон Саксония-Вайсенфелс. Най-големият му брат е Фридрих Антон I (1692 – 1744). 
През 1722 г. Лудвиг Гюнтер II започва да следва държавно право в Утрехт. От 1726 до 1731 г. е полковник на австрийска служба в Милано. Заради проблеми със слуха той напуска военната си кариера.
От 1734 до 1742 г. протича строежът на бъдещата му резиденция – дворецa Лудвигсбург. След смъртта на племенника му, княз Йохан Фридрих, той се мести през 1767 г. от Лудвигсбург в Хайдексбург като управляващ княз на Шварцбург-Рудолщат. Той колекционира монети.
Лудвиг Гюнтер II фон Шварцбург-Рудолщат умира на 81 години на 29 август 1790 г. в Рудолщат. Погребан е в Шварцбург.

## Фамилия
Лудвиг Гюнтер II фон Шварцбург-Рудолщат се жени на 22 октомври 1733 г. в Грайц за графиня София Хенриета графиня Ройс-Унтерграйц (* 19 септември 1711, Грайц; † 22 януари 1777, Рудолщат), дъщеря на граф Хайнрих XIII Ройс-Унтерграйц (1672 – 1733) и графиня София Елизабет цу Щолберг-Илзенбург (1676 – 1729). Те имат децата:
- Фридерика София (*/† 1734)
- Кристина Фридерика (1735 – 1788), канонеса в манастир Гандерсхайм 1746 г.
- Фридрих Карл (1736 – 1793), княз на Шварцбург-Рудолщат
- Кристиан Ернст (1739 – 1739)